# Франкелбах
Франкелбах (њем. Frankelbach) општина је у њемачкој савезној држави Рајна-Палатинат. Једно је од 50 општинских средишта округа Кајзерслаутерн. Према процјени из 2010. у општини је живјело 328 становника. Посједује регионалну шифру (AGS) 7335009.

## Географски и демографски подаци
Франкелбах се налази у савезној држави Рајна-Палатинат у округу Кајзерслаутерн. Општина се налази на надморској висини од 230 метара. Површина општине износи 5,3 km². У самом мјесту је, према процјени из 2010. године, живјело 328 становника. Просјечна густина становништва износи 62 становника/km².